# Una bonita mañana (película de 2022)
Una bonita mañana (en francés: Un beau matin) es una película dramática de amor de 2022 escrita y dirigida por Mia Hansen-Løve. Está protagonizada por Léa Seydoux, Pascal Greggory, Melvil Poupaud y Nicole Garcia. La película se estrenó en la sección Quincena de Realizadores del Festival de Cine de Cannes el 20 de mayo de 2022. En Cannes, la película ganó el premio Europa Cinemas Label a la mejor película europea.

## Resumen
Sandra Kienzler es madre de una hija pequeña, Linn, y trabaja como intérprete. A menudo visita a su padre, Georg, que está perdiendo la vista y la memoria y necesita ingresarse en un centro de mayores. Un día, Sandra se encuentra con un viejo amigo, Clément, que está casado, y ambos reinician una antigua relación, ahora secreta.

## Elenco
- Léa Seydoux como Sandra Kienzler.
- Pascal Greggory como Georg Kienzler, padre de Sandra.
- Melvil Poupaud como Clément, viejo amigo de Sandra.
- Nicole García como Françoise, madre de Sandra.
- Fejria Deliba como Leïla, pareja de Georg.
- Camille Leban Martins como Linn, hija de Sandra.
- Sarah Le Picard como Elodie Kienzler, hermana de Sandra.
- Pierre Meunier como Michel.

## Producción
En septiembre de 2020, se hizo público que Léa Seydoux, Pascal Greggory, Melvil Poupaud y Nicole Garcia se habían unido al elenco de la película de Mia Hansen-Løve, responsable también del guion. El rodaje comenzó en junio de 2021 en París.

## Estreno
En junio de 2021, se anunció que Mubi produciría la película y Les films du losange y Weltkino Film la distribuirían en Francia y Alemania, respectivamente. Fue estrenada en Francia el 5 de octubre de 2022 y en Alemania el 8 de diciembre de 2022. Se proyectó en el 28º Festival Internacional de Cine de Kolkata.